# PTE-PEAC (futsal)
A PTE-PEAC egy magyar futsalklub Pécsről, amely a magyar futsalbajnokság első osztályában szerepel.

## Csapat 2025/26

### Játékosok[1]
| #  | Ország | Név                  |
| -- | ------ | -------------------- |
| 2  | HUN    | Bálint Gergő         |
| 3  | HUN    | Molnár Csongor Gábor |
| 4  | HUN    | Ábrahám Botond       |
| 6  | HUN    | Palvek Márk          |
| 7  | CRO    | Robert Nospak        |
| 8  | HUN    | Tóth Attila Márk     |
| 9  | HUN    | Szakály Marcell      |
| 10 | HUN    | Koronics Márk        |
| 11 | HUN    | Turi Gergely Máté    |
| 12 | CRO    | Petar Pedic          |
| 13 | HUN    | Vénosz Soma          |
| 15 | HUN    | Kiss Milán Krisztián |
| 16 | HUN    | Hajnal Márk          |
| 22 | HUN    | Wilkesz Edward (K)   |
| 55 | HUN    | Molnár Milán (K)     |
|    | HUN    | Nagy Barnabás        |

### Szakmai stáb[2]
| Kinevezés  | Ország | Név           |
| ---------- | ------ | ------------- |
| Vezetőedző | HUN    | Élő Tibor     |
| Kapusedző  | HUN    | Békési András |

## Eredmények

### Helyezések a bajnokságban
| Szezon    | Bajnokság neve                      | Helyezés |
| --------- | ----------------------------------- | -------- |
| 2015/2016 | Férfi Futsal NB II. Közép csoport   | 1.       |
| 2016/2017 | Férfi Futsal NB II. Nyugati csoport | 4.       |
| 2017/2018 | Férfi Futsal NB II. Nyugati csoport | 6.       |
| 2018/2019 | Férfi Futsal NB II. Nyugati csoport | 2.       |
| 2019/2020 | Férfi Futsal NB II. Nyugati csoport | -        |
| 2020/2021 | Férfi Futsal NB II. Nyugati csoport | 10.      |
| 2021/2022 | Férfi Futsal NB II. Nyugati csoport | 7.       |
| 2022/2023 | Férfi Futsal NB II. Nyugati csoport | 1.       |
| 2023/2024 | Férfi Futsal NB I.                  | 11.      |
| 2024/2025 | Férfi Futsal NB II. Nyugati csoport | 1.       |